# Salomon Ille
Salomon Ille, död 6 september 1599 genom halshuggning, var en svensk militär.
Salomon Ille var son till Måns Sunesson Ille. Han blev 1590 överste för krigsfolket i Nyslotts län och 1591 slottsloven på Kexholm. I striden mellan Sigismund och hertig Karl ställde sig Ille på Sigismunds sida och var en av Klas Flemings och senare Arvid Stålarms betrodda män i kampen mot hertigens anhängare i Finland. 1597 och 1598 anförde han kungens trupper mot Hans Hansson till Monikkala. Sedan Arvid Stålarm vintern 1598 lyckats inta Kastelholms slott blev Ille i januari 1599 slottshövding och ståthållare på Åland. Vid hertig Karls andra angrepp mot Finland utsattes fästningen sommaren 1599 för belägring av amiralen Joachim Scheel och efter svår beskjutning måste den 31 juli kapitulera. Flera sägner ha spridits kring kapitulationen. Ille dömdes jämte sina underbefälhavare till döden. Dödsdomarna uppsköts dock för att förmå Arvid Stålarm att uppge Åbo slott, där han belägrades, men då det inte hade avsedd verkan, verkställdes de på torget i Åbo.